# Stefan Litt
Stefan Litt (* 1969 in Cottbus) ist ein deutsch-israelischer Kurator, Historiker und Archivar.

## Leben
Stefan Litt studierte Geschichte und Judaistik an der FU Berlin und an der Hebräischen Universität Jerusalem. Das Studium schloss er in Berlin 1995 mit dem Titel Magister Artium ab. An der Hebräischen Universität wurde er 2001 mit einer Arbeit über die Juden Thüringens in der Frühen Neuzeit bei Michael Toch promoviert.
Im Weiteren forschte und lehrte Litt an der Heinrich-Heine-Universität Düsseldorf und war Kurt-David-Brühl-Gastprofessor an der Karl-Franzens-Universität Graz. Dort habilitierte er sich 2008 im Fach Neuere Geschichte. Weitere Forschungsprojekte verfolgte er an der Hebräischen Universität und der Bar-Ilan University Ramat Gan. Zu seinen Forschungsgebieten zählt vor allem die frühneuzeitlich-jüdische Geschichte Europas sowie die jüdische Archiv-, Buch- und Verlagsgeschichte.
Seit Januar 2011 ist Litt an der Israelischen Nationalbibliothek als Archivreferent für die deutschsprachigen Nachlässe zuständig, darunter die von Max Brod, Martin Buber, Franz Kafka, Else Lasker-Schüler, Gerschom Scholem und Stefan Zweig. Seit 2018 ist Litt dort zusätzlich Kurator für allgemeine Geisteswissenschaften. Für die Gedenkausstellung der Israelischen Nationalbibliothek 2024/2025 anlässlich Franz Kafkas 100. Todesjahr war Litt der Hauptkurator.

## Stipendien und Preise
- Promotionsstipendium der Axel-Springer-Stiftung, 1997–2000
- Kurt-David-Brühl Gastprofessur für Jüdische Studien an der Karl-Franzens-Universität Graz, 2003/04 und 2004/05
- Postdoc-Stipendium der Minerva Stiftung, 2005–2007
- Rosl und Paul Arnsberg-Preis der Stiftung Polytechnische Gesellschaft Frankfurt a. M., 2014
- National Jewish Book Award 2024 in der Kategorie „Visual Arts“ für 101 Treasures From the National Library of Israel

## Publikationen (Auswahl)
Monografien
- Juden in Thüringen in der Frühen Neuzeit (1520–1650), Köln/Weimar: Böhlau 2003 (Verlagspräsentation).
- Pinkas, Kahal, and the Mediene. The Records of Dutch Ashkenazi Communities in the Eighteenth Century as Historical Sources, Boston/Leiden: Brill 2008 (Verlagspräsentation).
- Geschichte der Juden Mitteleuropas 1500–1800, Darmstadt: WBG 2009 (Verlagspräsentation).

Herausgeberschaften
- Protokollbuch und Statuten der jüdischen Gemeinde in Friedberg. Kehilat Friedberg II. Hrsg. von Andreas Gotzmann (= Wetterauer Geschichtsblätter, 51). Friedberg: Bindernagel 2003.
- Jüdische Gemeindestatuten aus dem aschkenasischen Kulturraum 1650–1850, Göttingen: Vandenhoeck & Ruprecht 2014 (open access).
- Stefan Zweig: Briefe zum Judentum, Berlin: Jüdischer Verlag im Suhrkamp-Verlag 2020 (Verlagspräsentation) (Übersetzte Ausgaben auf Italienisch, Französisch und Hebräisch).
- Jüdische Fürsprache. Quellen aus Gemeindeprotokollbüchern (pinkasim) des aschkenasischen Kulturraums 1586–1808, Göttingen: Vandenhoeck & Ruprecht 2021 (open access).
- Stefan Zweig: Jüdische Erzählungen und Legenden, Berlin: Jüdischer Verlag im Suhrkamp-Verlag 2022 (Verlagspräsentation).
- Encyclopedia of Jewish Book Cultures, Boston/Leiden: Brill 2022 (und folgende Jahre) (online, als Mitherausgeber) (Startseite).
- 101 Treasures From the National Library of Israel, New York: Scala 2023 (als Mitherausgeber) (Verlagspräsentation).

Artikel in wissenschaftlichen Zeitschriften (Auswahl)
- Zeugnisse deutsch-jüdischer Kulturgeschichte: der Erwerb deutschsprachiger Privatnachlässe für die Jewish National and University Library in Jerusalem 1934–1971, in: Tel Aviver Jahrbuch für deutsche Geschichte 41 (2013), S. 195–212 (open access).
- (mit Rahel Blum): The Situation of Frankfurt’s Jewish Community Around 1700 (1675–1711), in: Frankfurter Judaistische Beiträge 40 (2015), S. 223–237.
- Stefan Zweig, Hans Rosenkranz und der J.M. Spaeth-Verlag, Berlin, in: Naharaim 12 (2018), S. 101–131.
- Franz Kafkas Teilnachlass an der Israelischen Nationalbibliothek, in: Geschichte der Philologien 59/60 (2021), S. 98–109.